# Vorgeschobener Landeplatz

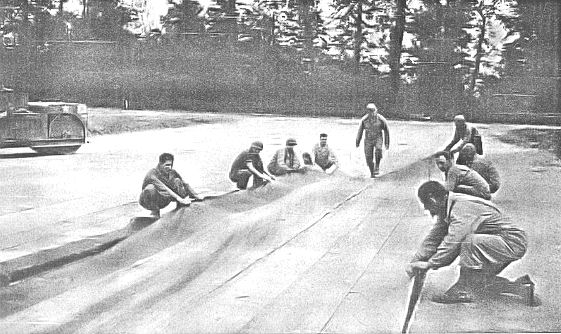
Foto der Start- und Landebahn des Advanced Landing Ground A-43 (St. Marceau, Frankreich), die vom IX Engineering Command gebaut wird, August 1944

Vorgeschobene Landeplätze (englisch: Advanced Landing Grounds (ALGs)) waren provisorische, taktische vorgeschobene Flugplätze, die von den beiden Alliierten USA und Großbritannien während des Zweiten Weltkriegs bei der Befreiung Europas errichtet wurden. Sie wurden vor der Invasion im Vereinigten Königreich und danach in Westeuropa und der Tschechoslowakei vom 6. Juni 1944 bis zum Tag des Sieges in Europa, V-E Day am 8. Mai 1945 als vorhandene Flugplätze instand gesetzt oder neu gebaut.
Diese Flugplätze konnten entweder vor Ort in freiem Gelände durch Pioniertruppen neu eingerichtet werden, oder es wurden bereits vorhandene Flugplätze (meist militärischer Natur) einfach übernommen, um ihre Start- und Landebahnen sowie ggf. weitere Infrastruktur nutzen zu können.
Im Gegensatz zu den im Vereinigten Königreich errichteten permanenten Flugplätzen, die für die strategische Bombardierung Deutschlands bestimmt waren, handelte es sich bei den taktischen Flugplätzen (ALGs) auf dem Kontinent um temporäre, oft improvisierte Flugplätze, die von den taktischen Luftstreitkräften zur Unterstützung der vorrückenden Bodentruppen auf dem Schlachtfeld genutzt wurden. Sobald die Frontlinie eine immer größere Reichweite der Kampfflugzeuge erforderte, zogen die Gruppen und Geschwader auf neu errichtete ALGs um, die näher bei den Bodentruppen lagen, und überließen die rückwärtigen Flugplätze anderen Unterstützungszwecken wie der Nutzung durch Transportflugzeuge oder gaben sie einfach auf.

## Übersicht
Bei der Invasion der Normandie durch die Alliierten waren Bautrupps des Flugplatzbaudienstes der Royal Air Force (RAF) bei den ersten Angriffswellen dabei. Ihre Aufgabe war die schnelle Errichtung vorgeschobener Flugplätze, bekannt als Advanced Landing Grounds (ALGs), auf dem Gebiet Kontinentaleuropas. Beim Vormarsch der alliierten Armeen durch Frankreich und nach Deutschland hinein wurden etliche Hundert Flugplätze gebaut oder zur Benutzung durch die alliierten Streitkräfte instand gesetzt.
Aus Gründen der Geheimhaltung wurden diese Feldflugplätze mit einer kodierten Zahl statt einer Ortsbezeichnung benannt. Im Vereinigten Königreich wurden solche Einrichtungen der United States Army Air Forces (USAAF) mit dreistelligen AAF-Zahlen im Bereich AAF-101 bis AAF-925 benannt.
Nach dem D-Day, dem 6. Juni 1944, wurden den Flugplätzen auf dem europäischen Kontinent auch kodierte Zahlen zugewiesen. Amerikanische Flugplätze erhielten die Kennbuchstaben A-, Y- oder R- und wurden fortlaufend von 1 bis 99 nummeriert. In Frankreich gab es sowohl Flugplätze mit „A“ und „Y“, jedoch kamen auch zahlreiche mit „Y“ bezeichnete Plätze in den Niederlanden, Belgien und den besetzten Gebieten in Deutschland vor. Die mit „R“ gekennzeichneten Flugplätze lagen meist in den besetzten Gebieten in Deutschland. Britische Plätze waren ebenfalls durchlaufend nummeriert und trugen den Kennbuchstaben „B-“.
Die Zahlen im Nummernsystem wurden der Reihe nach zugewiesen, wann Flugplätze eingerichtet oder übernommen wurden, nicht nach Ortsbezeichnung oder Datum der tatsächlichen Inbetriebnahme.
A-1, Saint-Pierre-du-Mont (Calvados), wurde am 13. Juni 1944 als einsatzbereit gemeldet, A-3 Cardonville am 14. Juni. Aber A-2, Cricqueville-en-Bessin, wurde erst einige Tage später als betriebsbereit gemeldet, am 19. Juni 1944.
Vielen dieser Flugplätze war keine Staffel oder Kampffliegergruppe zugewiesen. Sie wurden für Verwundetenrettung (MedEvac) konstruiert und dienten auch dem Nachschubtransport. Diese Plätze bestanden aus einer schnell erbauten Start- und Landebahn, die nur mit einer kleinen Anzahl von Stationssoldaten besetzt war und außer Zelten keine oder nur eine geringe Infrastruktur aufwiesen. Während sich die Bodentruppen ostwärts bewegten, wurden die Verwundeten zum Flugplatz transportiert, um von Flugzeugen meist des Typs Douglas DC-3/C-47 aufgenommen und zu Krankenhäusern in England oder anderen rückwärtigen Gebieten ausgeflogen zu werden. Auch Nachschubgüter wurden zu diesen Flugplätzen geflogen, ausgeladen und schnell zu den Einheiten an der Frontlinie transportiert. Solche Plätze wurden normalerweise als S&E Fields (Supply and Evacuation) bezeichnet.
Wenn die Flugplätze fertiggestellt waren, begann meist innerhalb eines Tages, manchmal auch weniger Tage, nachdem sie durch das Kommando der Bautruppen als einsatzbereit gemeldet worden waren, ihre Nutzung durch Staffeln oder Kampffliegergruppen. Die Plätze wurden manchmal nur für ein paar Tage oder Wochen genutzt, sonst auch mehrere Monate lang, abhängig von ihrer Lage, Nutzungsart und den Anforderungen für den Einsatz. Wenn die Kampftruppen zum nächsten bereits zugewiesenen ALG weiterzogen, konnte der Platz als S&E Field genutzt oder aber schnell oder schnell zurückgebaut und verlassen werden. Dann wurde das Land wieder für die Grundbesitzer oder die zuständigen Luftfahrtbehörden freigegeben.

## Bau
Die Aufgabe, ALGs zu errichten, fiel an den Airfield Construction Service der RAF Second Tactical Air Force, während die Ninth Air Force der United States Army Air Forces (USAAF) mit ihrer speziell dafür eingerichteten Baueinheit, dem IX Engineer Command, für die ALGs im US-Sektor der Einsätze verantwortlich war. Jedes Bataillon in dieser Einheit, insgesamt 16, war mit einer genügenden Anzahl von Personal und Ausrüstung ausgestattet, um rasch einen Flugplatz oder Landeplatz für eine einzelne taktische Einheit von Jagdflugzeugen oder Bombern aufzubauen.
Die ALGs wurden auf zweierlei Weise ausgewählt. Zum einen wurden existierende militärische oder zivile Flugplätze durch Bautrupps registriert, die den vorrückenden Bodentruppen zugeordnet waren. Zum anderen suchten und registrierten sie in den für einen Flugplatz gewünschten Gebieten Bereiche mit flachem Gelände und guter Drainage, wo ein Flugplatz schnell errichtet werden konnte.
Vorhandene, eingenommene Flugplätze konnten innerhalb von ein bis drei Tagen als Advanced Landing Ground in Betrieb genommen werden, abhängig vom Ausmaß der Beschädigungen und der Anzahl von Minen und Sprengfallen.
Flugplätze für trockenes Wetter wurden durch ein einziges Bataillon innerhalb von ein bis drei Tagen an einer geeigneten Stelle in flachem Gelände gebaut. An weniger geeigneten Stellen, wo mehr Rodungsarbeiten und Einebnungen erforderlich waren, oder auch für Allwetter-Flugplätze, für die zusätzliche Infrastruktur benötigt wurde, dauerte die Bauzeit zwischen drei und zehn Tagen.
ALGs wurden mit einer Zufahrtsstraße versehen, die an das vorhandene Straßennetz angeschlossen wurde. Außerdem wurden ein Abladeplatz für Versorgungsgüter, Munition und Benzinfässer sowie Versorgung mit Trinkwasser und ein minimales Elektrizitäts-Netz für Beleuchtung und Kommunikation errichtet. Für die Unterbringung des Personals sowie Unterstützungseinrichtungen wurden Zelte benutzt. Zeit war ein entscheidender Faktor, auch wenn ALGs ihrem Zweck nur für wenige Tage dienen mussten. Wenn der Frontbereich zum Hinterland wurde, konnte ein Landeplatz zur Nutzung durch mittlere Bomber ausgebaut werden, diente jedoch anfangs immer als Stützpunkt für Gruppen von Jagd- und Transportflugzeugen.
Aufbauend auf den Erfahrungen aus dem Afrikafeldzug und dem Italienfeldzug wusste man, dass Gruppen von Jagdflugzeugen eine Flugplatzgröße von 120 Fuß × 3600 Fuß (ca. 36 × 1080 Meter) benötigten und Jagdbombergruppen 120 Fuß × 5000 Fuß (ca. 36 × 1500 Meter) benötigten. Für mittlere Bomber waren Start- und Landebahnen von 120 feet × 6000 feet (ca. 36 × 1800 Meter) erforderlich.

### Start- und Landebahnarten
- ASP Asphalt
- BRK Brick
- CON Concrete
- ETH Compressed Earth
- MAC Macadam
- PHS Prefabricated Hessian Surfacing
- SMT Square-Mesh Track
- SOD Sod
- PSP Pierced Steel Planking
- TAR Tar-Penetrated Macadam

Statt grobe, unbearbeitete Flächen als Landebahnen einzurichten, nutzten die Bautrupps das nötige Belagsmaterial, um die Erde so zu verstärken, dass das Gewicht der Flugzeuge aufgenommen werden konnte, und als Maßnahme gegen das nasse Wetter. Die Flugplätze hatten zunächst eine einzige Start- und Landebahn, die meist in Ost-West-Richtung (09/27) angelegt wurde, falls die örtlichen Gegebenheiten nicht eine andere Ausrichtung der Bahn erforderten.
- Sommerfeld Tracking

ALGs, die in Großbritannien errichtet wurden, erhielten eine Oberfläche aus „Sommerfeld Tracking“, eine Form von versteiftem Stahldrahtgeflecht.
- Square-Mesh Track (SMT)

Das Oberflächenmaterial, das für den Belag der Advanced Landing Grounds in den ersten Wochen nach der Invasion der Normandie gewählt wurde, war als „Square-Mesh Track (SMT)“ bekannt. Es war eine britische Entwicklung aus schwerem Draht, der in Quadraten von drei Zoll (7,62 Zentimetern) zusammengefügt war. Es wurde gegenüber anderen Materialien bevorzugt, weil es sehr leicht war und deshalb in ausreichenden Mengen auf mehr oder weniger überlasteten Landungsbooten über den Ärmelkanal transportiert werden konnte. Da es leicht zu verarbeiten war, konnte ein Landebahnbelag aus SMT für Jagdflugzeuge wie ein Teppich in etwa einer Woche verlegt werden.
- Prefabricated Hessian (PBS, PHS)

Nachdem die erste Runde des Flugplatzbaus unter Benutzung von SMT vervollständigt worden war, wechselten die Bautruppen fast ausschließlich zu einem anderen Oberflächenmaterial namens Hessian (Textil), das auch als „prefabricated hessian (burlap)“ bekannt ist (PBS, auch PHS genannt). Leicht und mühelos transportierbar sorgte das Material dafür, dass die bei SMT bekannten Probleme mit Staub nicht auftraten. Es wurde aus mit Asphalt imprägniertem Jutestoff hergestellt und in Rollen mit einer Länge von 300 Fuß (91 Meter) und einer Breite von 43 Zoll (110 Zentimeter) geliefert. Es wurde in überlappenden Schichten ausgelegt, um eine staubfreie Oberfläche für gute Wetterbedingungen zu herzustellen. Auch war es nicht unüblich, Flugplätze mit beiden Materialien zu belegen, wobei PBS als Unterlage diente und SMT darauf verlegt wurde.
- Sandbleche (Pierced Steel Plank, PSP)

Um einen ganzjährig allwettertauglichen Flugplatz für die mittleren und leichten Bomber der RAF Second Tactical Air Force und der Ninth Air Force der USAF zur Verfügung zu stellen, wurde eine dritte Art von Oberflächenbedeckung auf dem Brückenkopf im Juli 1944 in der Normandie verwendet, nämlich Sandbleche, auch Lochbleche genannt (Pierced Steel Plank (PSP) oder Marsden Matting). Die gelochten Bleche hatten die Maße 3,0 Meter mal 38 Zentimeter, miteinander verbunden und senkrecht zur Flugrichtung verlegt. Die schon lange auf anderen Kriegsschauplätzen verlegten Bleche wären für alle Flugplätze auf dem Kontinent ideal gewesen, aber ihre begrenzte Verfügbarkeit und größeres Gewicht machten ihren Einsatz weniger praktikabel. Darüber hinaus konnte der Bau eines auf PSP basierten Flugplatzes selbst nur für Jagdbomber einen Monat oder länger dauern, während ähnliche Plätze, die auf PBS oder SMT errichtet wurden, in zwei bzw. einer Woche fertiggestellt werden konnten.
Darüber hinaus wurden für Emergency Landing Strips (ELS) and Refuelling and Rearming Strips (R&R) Landebahnen eingerichtet, die nur aus Gras oder Erde bestanden. Eroberte Flugplätze hatten eine Vielzahl unterschiedlicher Landebahnbeläge, meistens Asphalt, Beton, Makadam oder teergebundener Makadam.

### Flugplatztypen

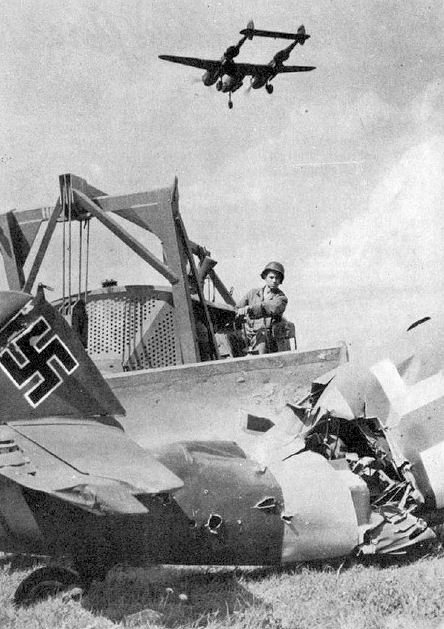
Ein Mechaniker der USAAF räumt das Wrack einer zerstörten Messerschmitt Bf 109 der Luftwaffe auf einem ALG aus dem Weg, während eine Lockheed P-38 Lightning im Anflug ist

Es gab fünf Haupttypen von Flugplätzen, die durch die Bautruppen der Kampfeinheiten der USAAF errichtet wurden. Diese waren:
- Emergency Landing Strips (ELS)

Sie bestanden aus einer groben, planierten Landebahn mit einer Länge von 2000 Fuß (610 Metern), die gerade genügend Raum für Notlandungen boten, die als Bauchlandung durchgeführt wurden.
- Supply and Evacuation (S&E)

Üblicherweise eine grobe, planierte Landebahn nahe der Front oder ein rückwärtiger Flugplatz, der durch Douglas DC-3/C-47 benutzt wurde, um Verwundete weiter ins Hinterland zu transportieren oder Nachschubgüter und Munition zur Frontlinie.
- Refueling and Rearming (R&R)

Sie bestanden aus einer Start- und Landebahn und einem Bereitstellungsraum für Flugzeuge an jedem Ende der Bahn. Sie waren dafür ausgelegt, einen Flugplatz nahe der Frontlinien bereitzustellen, auf dem Flugzeuge aus dem rückwärtigen Bereich landen, betankt und bewaffnet werden konnten, um dann zu einem erneuten Kampfauftrag starten zu können, ohne zu ihrem Heimatflugplatz im Hinterland zurückkehren zu müssen. Diese Plätze konnten auch für verstreute Abstellplätze genutzt werden oder wenn andere Dienstleistungen als Betankung und Bewaffnung benötigt wurden. Die Flugplätze konnten zu Advanced Landing Grounds ausgebaut werden, indem verstreute Abstellplätze und andere Stationseinrichtungen hinzugefügt wurden. Beim Errichten eines R&R-Platzes wurde stets darauf geachtet, dass seine Lage eine spätere Erweiterung in einen Advanced Landing Ground ermöglichen könnte.
- Advanced Landing Grounds (ALG)

Ein Advanced Landing Ground konnte entweder von Anfang an als solcher erbaut werden oder als Weiterentwicklung eines R&R-strips, indem diesem verstreute Abstellplätze und andere Ergänzungen der Bereiche für den technischen und Stationsbetrieb hinzugefügt wurden sowie das Straßennetz erweitert wurde. Der Zweck dieser Maßnahmen war es, die Nutzung des Flugplatzes für einen längeren Zeitraum zu gewährleisten.
- Tactical Air Depots (TAD)

Eine Reihe von ALGs wurden zu taktischen Luftwaffendepots ausgebaut, indem Hangars, Werkstätten, befestigte Stellplätze, Straßen und andere Einrichtungen hinzugefügt wurden. Einige wurden von Anfang an derartig ausgebaut.

## Einrichtung

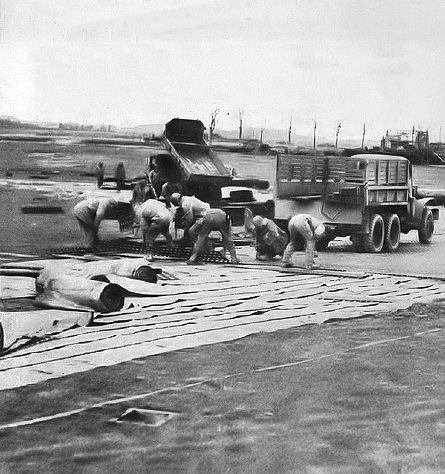
Bautruppen des IX Engineering Command verlegen auf einem im Bau befindlichen Advanced Landing Ground Sandbleche für eine Landebahn

### Code-Gruppen
- „AAF“: Zunächst wurden zur Vorbereitung der Invasion Royal Air Force Stations in Großbritannien von den amerikanischen Luftstreitkräften als Landeplätze genutzt und mit Army Air Force (AAF) Codenummern bezeichnet.

Siehe: ALG Serie AAF
Vier Hauptbezeichnungen wurden den ALGs auf dem europäischen Kontinent zugewiesen.
 Siehe hierzu auch die Kategorie Advanced Landing Ground.
- „A“ ALGs lagen in Frankreich und Luxemburg. Sie wurden durch Einheiten der Ninth Air Force erbaut und genutzt, während die Invasion der Normandie (6. Juni – Mitte Juli 1944) sowie die Operation Cobra, der Ausbruch aus der Normandie, stattfanden, letzterer vom 25. Juli bis zum 25. August 1944. Die meisten Flugplätze in der Normandie wurden nach ihrer Nutzung während der Kämpfe außer Betrieb genommen, manche in Zentralfrankreich für nicht kampfbezogene Rollen jedoch bis zum Kriegsende weiter genutzt.[2] Siehe: ALG Serie A.
- „B“ ALGs lagen in Frankreich, Belgien, den Niederlanden und im besetzten Deutschland. Sie wurden durch amerikanische oder britische Bautruppen für die Nutzung durch die Royal Air Force erbaut. Einige von ihnen wurden auch durch das US Troop Carrier Command und Einheiten für Command and Control benutzt.[2] Siehe: ALG Serie B.
- „Y“ ALGs lagen zunächst im Südosten Frankreichs und wurden durch Baueinheiten der Twelfth Air Force errichtet. Sie waren Teil der Operation Dragoon, der Invasion Südfrankreichs. Zunächst waren sie unkodiert, erhielten dann aber „Y“-Kennungen, nachdem sie Ende 1944 unter die Kontrolle des IX Engineering Command gekommen waren. Auch in Nordostfrankreich, Belgien, den Niederlanden und besetzten Teilen Deutschlands wurden „Y“-Kennungen vergeben, nachdem die „A“-Kennungen im November 1944 die Zahl 99 erreicht hatten.[2] Siehe: ALG Serie Y.
- „R“ ALGs lagen in Frankreich, im besetzten Deutschland einschließlich Österreichs und dem heutigen Tschechien. Die meisten waren eigentlich Supply and Evacuation (S&E)-Plätze, die entweder schnell in landwirtschaftlich genutzten Bereichen eingerichtet wurden oder auf eingenommenen Flugplätzen der Luftwaffe. Die Vergabe von „R“-Kennungen begann, nachdem die „Y“-Kennungen im April 1945 die Zahl 99 erreicht hatten.[2] Siehe: ALG Serie R.

### Vormarsch
Eine unvorhergesehene Entwicklung entstand durch den außergewöhnlich hohen Bedarf an Flugplätzen für Transport, Nachschub und Verwundeten-Evakuierung, als die alliierten Streitkräften über Paris hinaus auf die deutsche Grenze vorrückten. Ende 1944 konnte der Nachschub nicht mehr mit dem Vormarsch der Truppen des U.S. Generals Dwight D. Eisenhower Schritt halten. Die Errichtung von Flugplätzen für die Frachtflugzeuge des Typs Douglas DC-3/C-47 Skytrain wurde zur Priorität, um die Nachschubprobleme zu reduzieren. Auf dem Hinflug wurden alle Arten von Munition und insbesondere Benzin zu den ALGs geflogen, auf dem Rückflug Verwundete ins Hinterland transportiert.
Bis zum 15. September 1944 hatte das US IX Engineer Command mehr als 80 ALGs in Betrieb setzen können, während britische Truppen 76 Landeplätze in ihrer Zone gebaut hatten.
In Südfrankreich waren ungefähr 20 Plätze durch amerikanische Bautruppen der Twelfth Air Force vom Kriegsschauplatz Mittelmeerraum (MTO) errichtet worden. Im Oktober wurden diese unkodierten Plätze dem Europäischen Kriegsschauplatz (ETO) zugeordnet und erhielten ALG-Codenummern.
Die Stabilisierung der Frontlinien in den Niederlanden, Belgien und Ostfrankreich Mitte September 1944, die bis in das Folgejahr andauerte, ermöglichte den Luftfahrt-Bautrupps eine Chance, sich zu reorganisieren und auf den kommenden Winter vorzubereiten. Wie erwartet konnten sie im regnerischen Herbst und beim Schnee des Winters keine mit PHS oder SMT belegte neue Landepisten bauen, da der Boden zu feucht und weich war. Außer Beton waren die amerikanischen Sandbleche die einzigen verfügbaren Materialien, mit denen die Landebahnoberflächen bei diesen widrigen Wetterbedingungen in Europa gebaut werden konnten.
Um die Nachschublinien offen zu halten, wurden ausgewählte Flugplätze in Belgien und Frankreich mit PSP-Sandblechen winterfest gemacht. Da hiervon nur eine begrenzte Anzahl verfügbar war, konnte auch nur ein Teil der Flugplätze winterfest gemacht werden. Dies führte dazu, dass zwei fliegende Kampfeinheiten auf einem einzigen Flugplatz stationiert werden mussten. Es wurden aber genügend Flugplätze für Jagdbomber und mittlere Bomber bereitgestellt, um sicherzustellen, dass Flugzeuge der RAF Second Tactical Air Force und der Ninth Air Force weiterhin Kampfeinsätze fliegen konnten.
Das Hauptproblem bezüglich der Errichtung von Flugplätzen war nicht die überraschende Ardennenoffensive der Deutschen, die lediglich die Räumung eines einzigen Flugplatzes erzwang – Flugplatz Haguenau (Y-39). Aber das Anfang Februar früh einsetzende Tauwetter drohte Flugplätze durch den Schlamm und das Wasser unbenutzbar zu machen. Mit Unterstützung ziviler örtlicher Arbeitskräfte führten die Bautruppen groß angelegte Wartungsarbeiten an den Plätzen durch und konnten diese Krise erfolgreich meistern.
Die erneute alliierte Offensive Anfang 1945 nach der Ardennenoffensive wurde durch umfangreiche Einrichtung taktischer Flugplätze im besetzten Teil Deutschlands unterstützt. Am 10. März 1945 wurde der Flugplatz in Trier-Euren als ALG Y-57 als erster alliierter Flugplatz auf deutschem Boden in Betrieb genommen.
Beim Beginn der Überquerung des Rheins bei Remagen wurde rasch ein Versorgungs- und Evakuierungs-Landeplatz eingerichtet, um den Brückenkopf zu versorgen. Während die alliierten Panzerkolonnen zügig in das zentrale Deutschland vorstießen, rückten die Flugplatzbauer der Ninth Air Force östlich des Rheins mit vor, um die Maschinen in Reichweite buchstäblich jeden Ziels in Deutschland bringen zu können.
Zahlreiche ehemalige Gras- und Hartbelagflugplätze der Luftwaffe wurden im Blitzvormarsch durch das zentrale Deutschland erobert. Viele davon waren weitgehend unbeschädigt, wodurch die Notwendigkeit reduziert wurde, vorgefertigte Teile aus SMT, PHS oder Sandblechen einzusetzen. Der vergleichsweise geringe militärische deutsche Widerstand von Ende März bis zum Mai 1945 verringerte die Notwendigkeit von Luftnahunterstützung, vergrößerte aber den Bedarf an Versorgungs-Flugplätzen, um die Offensive in Gang zu halten. Es wurde jede Gelegenheit genutzt, eroberte deutsche Flugplätze entlang der Vormarschrouten freizumachen, damit Transporter des Typs Douglas DC-3/C-47 Skytrain mit Lebensmitteln, Benzin und Munition dort landen konnten. Nunmehr hatte die Nachschubversorgung die höchste Priorität unter den Flugplätzen. Bis zum VE-Day, dem 8. Mai 1945, waren 76 der 126 betriebsbereiten Flugplätze östlich des Rheins ausschließlich Supply and Evacuation (S&E)-Plätze.

## Zusammenfassung
Bautruppen der USAAF erbauten oder setzten über 280 Flugplätze im Europäischen Kriegsschauplatz (ETO) instand, und zwar vom D-Day, dem 6. Juni 1944, bis zum V-E Day, dem 8. Mai 1945. In den darauffolgenden Sommermonaten wurden ein paar neue Flugplätze gebaut, aber die große Mehrzahl wurde verlassen und den örtlichen Grundeigentümern oder zivilen Behörden zurückgegeben. In ganz Westeuropa, ebenso wie von den durch die Twelfth Air Force und Fifteenth Air Force im Kriegsschauplatz Mittelmeerraum errichteten Flugplätzen, wurde nach dem Krieg eine bedeutende Anzahl zu permanenten zivilen Flughäfen oder militärischen Basen der NATO entwickelt.
Das Code-System für die Flugplätze wurde bis nach der Kapitulation Japans im Pazifik benutzt, als dann am 14. September 1945 dieses System offiziell für beendet erklärt wurde. Danach wurden die Flugplätze nach ihren geographischen Namen benannt.